# Raymond Poincaré
Raymond Poincaré [rémon puenkaré] (20. srpen 1860, Bar-le-Duc – 15. října 1934, Paříž) byl francouzský konzervativní politik, prezident Francouzské republiky v letech 1913 až 1920 a předtím i poté celkově třikrát premiér.

## Život
V roce 1870, když byl Poincaré 10 let starý, bylo jeho rodné město Bar-le-Duc během prusko-francouzské války obsazeno nepřátelským vojskem, což pravděpodobně negativně ovlivnilo jeho pozdější postoj k Německé říši.
Poincaré vystudoval práva na pařížské univerzitě Sorbonne a poté pracoval jako advokát.  Byl bratrancem slavného matematika Henriho Poincarého. Jeho manželkou se stala Henriette roz. Benucciová (* 8. května 1858). 

## Politická činnost

### Poslanec, premiér a prezident Francie
V roce 1887 byl Poincaré zvolen do poslanecké sněmovny za departement Meuse. V letech 1890 až 1892 se profiloval jako znalec při projednávání státního rozpočtu, přičemž vynikl jako zprostředkovatel mezi různými politickými tábory.
Předsedou rady ministrů (président du Conseil des ministres) se Poincaré poprvé stal 21. ledna 1912. Po roce působení v čele vlády byl zvolen 10. prezidentem Francouzské republiky a dne 18. února 1913 uveden do tohoto úřadu. Zůstal hlavou státu po celou dobu první světové války až do 17. ledna 1920. Již 15. ledna 1922 vystřídal socialistického politika Aristida Brianda v úřadě premiéra a zůstal jím do 8. června 1924. Po mezihře s premiérem Édouardem Herriotem se Poincaré vrátil do této funkce dne 23. července 1926 a zůstal premiérem do 29. července 1929. Ve věku 68 let pak odešel do politické výslužby.

### První světová válka
Během červencové politické krize v Evropě roku 1914 odcestoval Poincaré spolu s premiérem Reném Vivianim do Petrohradu. Zde dal představitelům Ruského impéria „slavnostní příslib závazků“, které vyplývaly ze spojenectví obou zemí. To posílilo cara Nikolaje II. a ruskou vládu v jejich odhodlání pomoci Srbsku, které bylo po atentátu v Sarajevě ohrožováno Rakouskem-Uherskem. Týden poté vyhlásilo Rusko generální mobilizaci, po které mu Německá říše vyhlásila válku. Poincaré se po celou dobu trvání první světové války rozhodně zasazoval pro její pokračování ze strany Francie a jejích spojenců až do vítězného konce.
Jako prezident podepsal Poincaré dne 4. června 1917 dekret o založení polské Modré armády ve Francii, což byl významný krok na cestě k obnovení Polska jako samostatného státu.
Prezident vydal 16. prosince 1917 dekret, kterým prohlásil nově vznikající legionářské vojsko ve Francii za „samostatnou československou armádu“. 

## Vyznamenání
- rytíř Řádu Serafínů – Švédsko, 16. dubna 1913[4]
- rytíř Řádu zlatého rouna – Španělsko, 5. května 1913[5]
- rytíř Řádu slona – Dánsko, 16. května 1914
- rytíř Řádu zvěstování – Italské království, 1915
- rytíř velkokříže Řádu svatého Mauricia a svatého Lazara – Italské království, 1915
- rytíř velkokříže Řádu italské koruny – Italské království, 1915
- rytíř Řádu Mahá Čakrí – Thajsko, 1. srpna 1917[6]
- rytíř Řádu bílé orlice – Polsko, 1921
- Kříž za chrabrost – Polsko, 1921[7]
- Řád Bílého lva I. třídy – Československo, 30. srpna 1923
- velkokříž Královského řádu Kambodže – Kambodža
- rytíř Řádu svatého Ondřeje – Ruské impérium
- velkostuha Řádu annámského draka – Vietnam